# Шугнанцы
Шугна́нцы (самоназвание: шугн. хуг̌нӣ, хуг̌ну̊нӣ) — один из памирских народов. Расселены в Шугнанском, Рошткалинском районах также в областном центре Горно-Бадахшанской автономной области (ГБАО) Таджикистана — городе Хороге. Кроме того, несколько десятков тысяч шугнанцев проживают в Северном Афганистане, в провинции Бадахшан, и примерно столько же — в Синьцзян-Уйгурском автономном районе Китая. Шугнанский язык относится к восточной ветви иранской группы индоевропейской языковой семьи.

## История

### Предыстория Шугнана
Территория Памира была заселена людьми с глубокой древности. В отличие от Западного Памира, следы деятельности первых людей пока обнаружены на Восточном Памире. Несмотря на это, по предположению ряда специалистов, первые люди в каменном веке наряду с Восточным, также осваивали Западный Памир. Освоение как Западного и Восточного Памира происходило и в бронзовом веке, но эта эпоха здесь представлена очень скупо. К концу бронзовой эпохи Памир заселяют сначала протоиндийские племена, а затем древние иранцы. Языки и верования пришлых элементов наложились на местные субстратные неиндоевропейские языки, в результате чего на Памире образовалась восточно-иранская группа языков. В VII—II вв. до н. э. Памир населяли саки. Востоковед Генри Юль связывал топоним Шугнан со словом Sacae, то есть с саками.
По письменным источникам VII—VIII вв. н. э. Шугнан встречается под наименованиями «Шицзин», «Шицини», «Шэни», «Шини» и «Шекини». В хронике «Тан-шу», куда вошли записки китайского монаха-паломника Сюань-цзана о Шугнане, говорится, что «население грубое, но храброе; оно совершает убийства с полным хладнокровием и занимается кражами и грабежами. Не имеет понятия об обязанностях, предписываемых правилами обрядов, и не умеет различать добро от зла. Оно не ведает о предстоящем счастии и несчастии и страшится только бедствий в сей бренной жизни. Наружности пошлой и подлой; одежды из шкур и шерсти». Хроника также сообщает, что местопребыванием владетеля вначале был город Кулахан, после чего он жил по разным горным долинам. В больших долинах находятся пять старейшин, которые сами управляют своими землями, именуемые пяти Шини. Что касается четырёх долин по реке Боми, то они не слушают приказаний владетеля. «живут в пещерах...». В записках Хой Чао имеются сведения о девяти владетелей в горах Шугнана (Шини), каждый из которых имел своё войско. Из них всех только один подчинялся Вахану, в кто время как остальные пользовались самостоятельностью. Но судя по запискам Хой Чао, незадолго до его прибывания в Вахане, двое обитавших в пещерах владетеля признали власть Китая.
В середине VIII века, согласно китайским авторам, в Шугнане был собственный царь. Известно, что Шугнан был втянут в китайско-тибетскую борьбу, а его правитель погиб в бою с тибетцами. В последние десятилетия VIII века, по сообщению историка и географа IX века аль-Йакуби, Шугнан был завоёван арабами. В IX веке Шугнан находился в зависимости от Тахиридов. В XI—XII вв. Шугнан входил в состав Государства Газневидов, затем Гуридов. Исследователь Тохир Каландаров полагает, что к X—XII вв. окончательно складывается ядро шугнанской народности, в среде местного населения и у соседей укоренился топоним «Шугнан», от которого пошёл этноним «шугнанцы».

## Расселение
Шугнанцы живут в исторической области Шугнан, разделённой между Горно-Бадахшанской автономной областью Таджикистана и провинцией Бадахшан Афганистана.
На территории Таджикистана шугнанцы компактно проживают в Шугнанском и Рошткалинском районах ГБАО, а также в городе Хорог, административном центре. Согласно переписи 1989 г., в Таджикистане на тот момент проживало 64,8 тысяч шугнанцев. Сегодня их численность достигает 90—115 тысяч.
Локальной (субэтнической) группой шугнанцев являются баджувцы (баджуйцы).
В Афганистане шугнанцы занимают противоположный от Хорога, левый берег реки Пяндж: районы Шигнан (не путать с Шугнанским районом в ГБАО Таджикистана) и Ишкашим (не путать с Ишкашимским районом в ГБАО Таджикистана) в составе афганской провинции Бадахшан.

## Язык
Шугнанский язык относится к севернопамирской (шугнано-рушанской) подгруппе восточной ветви иранской группы индоевропейской языковой семьи. Имеет баджувский и шахдаринский диалекты.

## Религиозные верования
Большинство шугнанцев — мусульмане-шииты (исмаилиты). Согласно легенде, исмаилитский ислам в Бадахшан принёс религиозный деятель Насир Хосров около 1000 г. н. э..